# Huntington-kór
A Huntington-kór (angolul: Huntington's disease, HD) egy neurodegeneratív idegrendszeri betegség, mely az agyban található bizonyos idegsejtek elhalásával jár. Ennek következtében a beteg kezdetben az érzelmi labilitás és a szellemi hanyatlás (demencia) később mindezek mellett az akaratlan mozgások (chorea) tüneteit mutatja. A Huntington-kór örökletes genetikai betegség, melynek tünetei leginkább 40 éves kor körül jelentkeznek. Akik ennél fiatalabb korban tapasztalják a tünetek jelentkezését, azoknál valószínűleg a betegség lefolyása is gyorsabb. Gyerekeknél csak nagyon ritkán tapasztalható. Gyógyszeres kezeléssel csak a tünetek enyhíthetők, a fizikai és szellemi leépülés jelenleg még nem megakadályozható. A betegség lassú lefolyású. A betegség előrehaladott állapotában akaratlan rángómozgások is megjelennek a tünetegyüttes részeként. Ez utóbbit Huntington-koreának nevezik (χορεία khoreia görögül tánc). A tünetek jelentkezése után általában 10-20 évig élnek a betegek.

## Tünetei

### Korai tünetek
- A személyiség megváltozása, ingerlékenység, agresszivitás, vagy depresszió, érdeklődés elvesztése
- A kognitív képességek romlása: nehézség a döntéshozatalban, új információk megtanulásában, kérdések megválaszolásában, fontos információkra való emlékezésben
- Egyensúlyozási problémák
- Akaratlan arcmozgások, grimaszolás

A korai tüneteket a család és a közvetlen környezet hamarabb érzékeli, mint maga a beteg.

### Későbbi tünetek
- Akaratlan rángatózás, izommozgás a test egész területén (Huntington-chorea)
- Komoly koordinációs és egyensúlyproblémák
- Kapkodó, gyors szemmozgás
- Hezitáló, vagy artikulálatlan beszéd, dünnyögés
- Nyelési nehézségek
- Demencia
- Fiataloknál a Parkinson-kórra jellemző tünetek is jelentkezhetnek, leginkább ájulások, lassú mozgás, és izomremegés formájában

## Okok
A betegség autoszomális domináns módon öröklődik: az egyik szülő érintettsége esetén is 50 százalékos valószínűséggel továbbadódik. Mivel az első tünetek csak 40 éves kor után jelentkeznek, sokan csak akkor tudják meg, hogy betegek, mikor már továbbörökítették a hibás gént. Ha a gyermek nem örökölte a kórt, az nem öröklődik tovább a következő generációban.
Nemrégiben felfedezték, hogy a Huntington-kórban szenvedők esetében egy protein gátolja a koleszterinnek az agyban való áramlását, márpedig fontos az egészséges agysejtek szempontjából, hogy a koleszterin a megfelelő helyen, a megfelelő mennyiségben legyen. Amennyiben az agysejtek működését valami megzavarja, az befolyásolja a motoros és kognitív funkciókat, illetve a beszédképességet.

### Komplikációk
A betegség kialakulása után annak tünetei egészen a halálig jelen vannak. Noha ezek egyénenként változóak, az életfontosságú funkciók, mint a nyelés, evés, beszéd, járás általában az idő előrehaladtával egyre romlanak.
A depresszió gyakori a Huntington–kórban szenvedőknél, így sokaknál fennáll az öngyilkosság veszélye. Ennek ellenére a halálesetek többsége a betegségből adódó komplikációk eredménye.

### Vizsgálatok
- Fizikai vizsgálat
- Családi anamnézis felvétele
- A jelenlegi érzelmi és intellektuális állapot felmérése
- Genetikai vizsgálat, vérvizsgálat, annak megállapítására, vajon hordozza-e a beteg gént
- CT
- MRI

## A betegség kezelése
Sajnos a betegségre a mai tudásunk szerint nem áll rendelkezésre olyan gyógymód, mely azt megállítaná vagy visszájára fordítaná. A folyamatot bizonyos módszerekkel lassítani lehet, ám a betegség minden esetben fizikai és mentális hanyatlással jár, mely hosszú távú  otthoni ápolást igényel.
Tetrabenazine (Xenazine) az első olyan gyógyszer, melyet hivatalosan is elfogadtak a betegség kezelésére. Ez segít csökkenteni az akaratlan mozgásokat, azáltal, hogy növeli az agy dopamintermelését. Mellékhatásként alvászavar, szédülés, nyugtalanság jelentkezhet, és depresszióban szenvedőknek nem ajánlott.
A clonazepam tartalmú gyógyszerek és egyes antipszichotikumok, mint a clozapine, segítenek a mozgás, hallucinációk és érzelmi kitörések kontrollálásában. Számos gyógyszer, melyek fluoxetint vagy szertralint tartalmaznak, segítenek a depressziós tünetek ellen, míg a lítium tartalmúak az érzelmi kitörések és a hangulatváltozások féken tartásában segítenek.

### Fizikoterápia, munkaterápia
A fizikoterápia segítségével az izmok erősebbek, rugalmasabbak, ezáltal könnyebb megőrizni az egyensúlyozó képességet. A munkaterápiának a memória és koncentrációs képesség megőrzésében van szerepe.